# Werner Fuchs (Archäologe)
Werner Fuchs (* 27. September 1927 in Zwickau, Sachsen; † 11. Januar 2016) war ein deutscher Klassischer Archäologe.
Fuchs studierte in Leipzig und Tübingen und promovierte 1953 bei Bernhard Schweitzer. Von 1954 bis 1956 war er Mitarbeiter der Olympiagrabung, anschließend Assistent in Tübingen, Referent am Deutschen Archäologischen Institut Rom, dann in Athen. Nach Gastprofessuren in den USA und einer außerordentlichen Professur in Tübingen wurde er 1972 zum Ordinarius für Klassische Archäologie an der Universität Münster ernannt, wo er bis zu seiner Emeritierung 1992 lehrte und die von ihm gegründete Zeitschrift Boreas. Münstersche Beiträge zur Archäologie herausgab.
Werner Fuchs war ab 1989 Mitglied im Patron’s Committee des Center for Hellenic Studies am King’s College London, später zudem Ehrenmitglied der Society for the Promotion of Hellenic Studies. Nach seiner Emeritierung forschte er ein Jahr lang am All Souls College der University of Oxford, und Oxford blieb bis zum Tod sein dauerhafter Wohnsitz.

## Schriften
- Die Vorbilder der neuattischen Reliefs. De Gruyter, Berlin 1959.
- Der Schiffsfund von Mahdia. Wasmuth, Tübingen 1963.
- Die Skulptur der Griechen. (Mit Fotos von Max Hirmer.) Hirmer, München 1969. 4. Auflage 1993, ISBN 3-7774-6100-8. Rezension dazu: Hans Lauter in Gnomon. Band 43, 1971, S. 597–603.